# André Lalande
Pierre André Lalande (Dijon, 19 de julio de 1867 - Asnières-sur-Seine, 15 de noviembre de 1963) fue un filósofo e intelectual francés.

## Biografía
Pierre André Lalande nació el 19 de julio de 1867 en Dijon. Era hijo de Charles Marc Lalande, intendente del liceo Imperial de la ciudad, y de Marie Julie Amanda Labastie, su esposa.

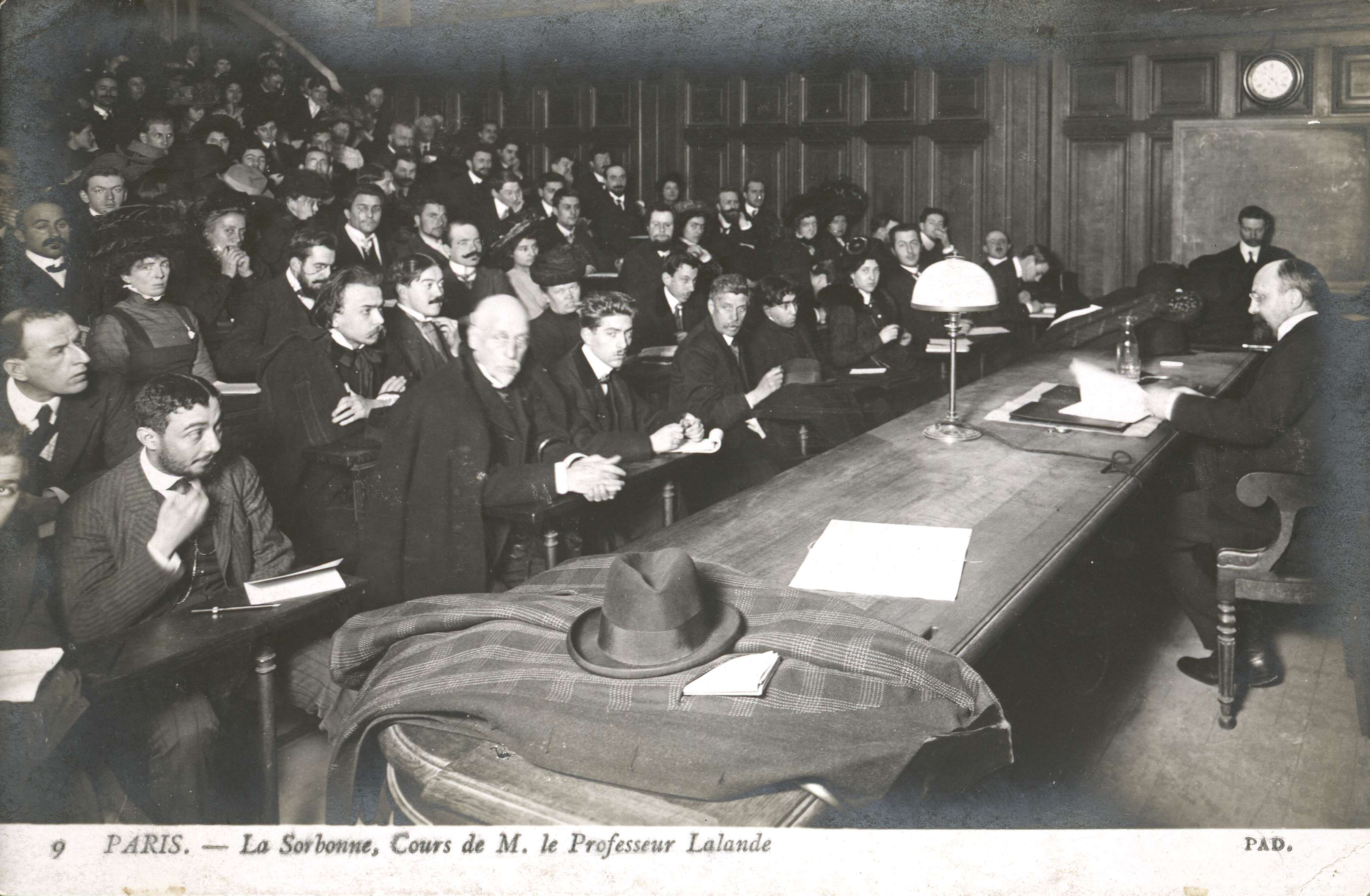
Curso de André Lalande en el anfiteatro Guizot de la Sorbona (Biblioteca de Sorbona, NuBIS)

Doctor y profesor agregado de Filosofía (1888), fue profesor en los liceos Louis-el-Grande, Condorcet y Henri IV (de 1896 a 1897), y más tarde profesor de filosofía al liceo Michelet (entre 1897 y 1904). Nombrado posteriormente maître de conferences en la Facultad de las Letras de París (de 1904 a 1905), de lógica y metodología de las ciencias (de 1906 a 1909), fue profesor adjunto de la Sorbona en 1909, y director de la sección de filosofía en 1915. Realizó una estancia prolongada como profesor en la Universidad de El Cairo (de 1926 a 1928, después de 1929 a 1930).
Fue elegido miembro de la Académie des sciences morales et politiques en 1922 y de la Real Academia de Bélgica en 1945.
El nombre de Pierre André Lalande está asociado a su labor en la redacción del Vocabulario técnico y crítico de la filosofía, obra impulsada por la Sociedad Francesa de Filosofía. Podríamos decir que el pensamiento de Lalande se circunscribe al del racionalismo progresista.
Murió en Asnières el 15 de noviembre de 1963.

## Obras
- Lectures sur la philosophie des sciences (1893)
- La Dissolution opposée à l'évolution dans les sciences physiques et morales, Paris, Félix Alcan, coll. «Bibliothèque de philosophie contemporaine» (1899)
- Précis raisonné de morale pratique, par questions et réponses (1907)
- Vocabulaire technique et critique de la philosophie, revu par MM. les membres et correspondants de la Société française de philosophie et publié, avec leurs corrections et observations par André Lalande, membre de l'Institut, professeur à la Sorbonne, secrétaire général de la Société (2 volumes, 1927). Réédition : Presses universitaires de France, Paris, 2006.
- La Psychologie des jugements de valeur (1928)
- Les Théories de l'induction et de l'expérimentation (1929)
- La Raison et les normes, essai sur le principe et sur la logique des jugements de valeur (1948)

## Distinciones
André Lalande está nombrado oficiar de la legión de honor en 1932. 

## Anexos
- André Lalande par lui-même, préface de Georges Davy, Vrin, Paris, 1967.

- Datos: Q2848072